# Monique Murphy
Monique Murphy (nacida el 9 de abril de 1994), es una nadadora paralímpica australiana. Representó a Australia en los Juegos Paralímpicos de Río de Janeiro 2016 donde ganó una medalla de plata.

## Vida personal
Murphy nació el 9 de abril de 1994 en Wellington, Nueva Zelanda. En 2014, Murphy sufrió una caída de 20 metros desde un balcón del quinto piso, lo que la dejó en coma. Murphy recuerda sus lesiones cuando se despertó: «Me desperté en el hospital con la mandíbula rota en dos lugares, un corte en el cuello cerca de la arteria principal y la tráquea, una clavícula izquierda rota, un desgarro en el tendón del tríceps, tres costillas rotas y una fractura de la meseta tibial».  Desafortunadamente, las lesiones de Murphy fueron demasiado graves para su recuperación, lo que llevó a la amputación de su pierna derecha por debajo de la rodilla.  En 2016, empezó a estudiar una Licenciatura en Trabajo Social con honores en el RMIT. También es voluntaria en St Vincent de Paul con su programa juvenil, y es embajadora de Share the Dignity. Murphy ahora reside en Brisbane entrenando junto a los paralímpicos Brendan Hall y Lakeisha Patterson bajo la dirección del entrenador Harley Connolly.

## Carrera deportiva
Murphy comenzó a nadar a una edad temprana con el Club de Natación Tuggeranong Vikings; nadando como un nadador con cuerpo apto. Desde el accidente de 2014, Murphy estaba decidida a volver a la piscina y comenzó a entrenar en 2014 en el Club de Natación Melbourne Vicentre en Melbourne. Ahora nada bajo la clasificación de S10, y fue elegida para viajar con otros treinta atletas, a Glasgow para los Campeonato Mundial de Natación Adaptada del IPC. Aquí, ocupó el 6º y el 7º lugar en los 400 metros libres femeninos (S10) y los 100 metros mariposa femeninos (S10) respectivamente.
En los Juegos Paralímpicos de Río de Janeiro 2016, compitió en cuatro eventos. Murphy se clasificó para la final de los 400 m S10 femeninos y ganó una medalla de plata. También compitió en los siguientes eventos pero no llegó a la final: 50 metros libres S10, 100 metros libres S10 y 100 metros espalda S10.
Murphy ha revolucionado la forma de entrenar con una «aleta protésica» que ella llama «pierna de sirena». Esta nueva pierna le ayuda a activar los músculos de su pierna derecha cuando nada. Su lema es «Si tus sueños no te asustan no son lo suficientemente grandes». También reflexiona sobre su discapacidad y sobre competir en Río de Janeiro declarando «Cuando era niña, siempre soñé con ir a las Olimpiadas y esto ha sucedido de una manera diferente a la que nunca había esperado, así que es una segunda oportunidad para ir tras mi sueño».
En 2016, es becaria del Victorian Institute of Sport y entrena en el Melbourne Vicentre. A finales de 2016, se trasladó a la Costa de Oro para entrenar con Southport Olympic con el entrenador Glenn Baker y becaria del QAS. Con la cancelación de los Campeonatos Mundiales de 2017 debido al terremoto de la Ciudad de México, terminó como número 1 en el ranking mundial de S10 400 estilo libre para 2017. A finales de 2017, Monique se trasladó a Brisbane para entrenar con el entrenador Harley Connolly en el Club de Natación Lawnton. Se trasladó al Centro Acuático Regional Burpengary en 2019 para continuar entrenando con Harley Connolly.

## Reconocimiento
En octubre de 2018, se le concedió el Premio de la Swimming Australia's Optus Community por su papel en la inspiración de la próxima generación de nadadores a través de la participación en la natación clínicas, Australia Swims, Optus Junior Dolphins and Olympics Unleashed.